# Родригесский дронт
Родригесский дронт или дронт-отшельник, или пустынник (лат. Pezophaps solitaria) — вымершая нелетающая птица семейства голубиных, эндемик острова Родригес, находящегося к востоку от Мадагаскара в Индийском океане. Генетически, помимо голубей и горлиц, его ближайшим родственником также был вымерший маврикийский дронт (оба вида образовали подсемейство дронтовых). Никобарский голубь — самый близкий ныне живущий родственник родригесского и маврикийского дронтов.
Размером с лебедя, родригесский дронт имел ярко выраженный половой диморфизм. Самцы были гораздо крупнее самок и достигали до 90 см (35 дюймов) в длину и 28 кг (62 фунта) в весе. Самки же достигали до 70 см (28 дюймов) в длину и 17 килограммов (37 фунтов) в весе. Оперение самцов было серым и коричневым, у самок — бледным. Оба пола имели чёрную полоску у основания слегка крючковатого клюва, а также длинные шею и ноги. И самки, и самцы были территориальными птицами с большими костяными наростами на крыльях, которые использовались в драке. Родригесский дронт откладывал единственное яйцо, которое по очереди высиживали оба родителя. Желудочные камни помогали птицам переварить еду, которая включала в себя фрукты и семена.
Впервые упоминается в XVII веке, когда родригесский дронт был подробно описан Франсуа Лега (лидером группы французских беженцев-гугенотов, живших на острове Родригес в 1691—1693 годах). На дронта охотились люди и интродуцированные животные, в результате деятельности которых он вымер примерно в середине XVIII века. В 1726 году путешественник-натуралист Жюльен Тафоре (фр. Julien Tafforet) характеризовал родригесских дронтов как довольно обычный для местной фауны вид, но уже в 1755 году Жан-Франсуа Шарпентье де Коссиньи (фр. Jean-François Charpentier de Cossigny), военный инженер и член-корреспондент Французской академии наук, прожив на Родригесе в общей сложности 18 месяцев, не смог встретить ни одного дронта (несмотря на сведения, что эти птицы якобы ещё существуют в труднодоступных уголках острова); не удалось отыскать дронтов-отшельников и побывавшему на Родригесе в 1761 году участнику экспедиции по наблюдению прохождения Венеры по диску Солнца, французскому астроному и географу Александру Пенгре. Постоянное население появилось на острове в 1735 году, свиньи на остров были завезены лишь в 1790 году, хотя крысы появились там раньше, вероятно в конце XVII века, с первыми путешественниками. Предположительно, наибольшую роль в исчезновении этого вида сыграли охотники за черепахами, регулярно посещавшие этот небольшой остров c 1735 года для пополнения запасов провианта на кораблях, попутно они охотились и на дронтов, являвшихся лёгкой добычей.
Кроме записей и рисунков Лега, а также некоторых описаний современников, никакой детальной информации о птице не сохранилось. Однако в 1789 году в пещере были найдены несколько костей из субфоссильных останков. Впоследствии было раскопано более тысячи костей, из которых составлено несколько скелетов.
Родригесский дронт является единственной вымершей птицей, в честь которой астрономы назвали созвездие. Оно получило название Turdus Solitarius, а позднее — Одинокий Дрозд.

## Таксономия и происхождение
Франсуа Лега впервые упомянул птицу под именем «отшельник» (ссылаясь на его одиночный образ жизни), хотя было высказано предположение, что учёный позаимствовал название из тракта, упоминающего реюньонского дронта. Птица согласно биноминальной номенклатуре классифицировали как один из подвидов маврикийского дронта и получила название Didus solitarius Иоганном Фридрихом Гмелиным в тринадцатом издании «Системы природы».
В 1848 году Хью Эдвин Стрикленд и Александр Гордон Мелвилл предложили теорию общего происхождения родригесского и маврикийского дронтов. Они анализировали только известные чучела маврикийского дронта с мягкими тканями, сравнивая их с останками нескольких родригесских дронтов. Стрикленд заявил, что хотя останки и не были идентичными, эти птицы имели много общих характерных черт в костях ног, присущих только голубям. Тот факт, что родригесский дронт откладывал только одно яйцо, питался фруктами, был моногамной птицей и заботился о своих птенцах, также поддерживал эту связь. Стрикленд признал это родовое различие и дал новому роду название Pezophaps, которое переводится с греческого как «пеший голубь». Различия между полами птицы были такими значительными, что Стрикленд думал, что они являлись двумя видами, дав меньшему название Pezophaps minor. Поздние исследования скелета родригесского дронта Альфредом и Эдвардом Ньютонами показали, что вид занимал промежуточное морфологическое положение между маврикийским дронтом и обыкновенным голубем, но отличается от них своими уникальными костными наростами.
Долгое время маврикийский и родригесский дронты находились в семействе дронтовых, так как их родство с другими голубями долго оставалось неопределённым. Эти два вида также помещали в отдельные монотипичные семейства, Raphidae и Pezophapidae, соответственно, согласно предположению, что каждый из них развивался самостоятельно. Последние остеологические и молекулярные данные привели к помещению дронтовых в подсемейство Raphinae, которое является частью семейства голубиных.
Сравнительный анализ гена цитохромы B и мРНК последовательности 12S, взятых из бедренной кости родригесского дронта и предплюсны маврикийского дронта, подтвердил их тесное родство и размещение в пределах семейства голубиных. Генетические данные также показали, что гривистый голубь в Юго-Восточной Азии является их самым близким родственником после веероносного венценосного голубя и зубчатоклювого голубя. Следующая кладограмма показывает близкое родство родригесского дронта в семействе голубиных, а также клады островных эндемиков.

|  | Гривистый голубь                                                          |
|  |                                                                           |
|  | \| \| Родригесский дронт \| \| \| \| \| \| Маврикийский дронт \| \| \| \| |
|  |                                                                           |
|  | Родригесский дронт                                                        |
|  |                                                                           |
|  | Маврикийский дронт                                                        |
|  |                                                                           |

|  | Родригесский дронт |
|  |                    |
|  | Маврикийский дронт |
|  |                    |

|  | Гривистый голубь                                                          |
|  |                                                                           |
|  | \| \| Родригесский дронт \| \| \| \| \| \| Маврикийский дронт \| \| \| \| |
|  |                                                                           |
|  | Родригесский дронт                                                        |
|  |                                                                           |
|  | Маврикийский дронт                                                        |
|  |                                                                           |

|  | Родригесский дронт |
|  |                    |
|  | Маврикийский дронт |
|  |                    |

|  | Гривистый голубь                                                          |
|  |                                                                           |
|  | \| \| Родригесский дронт \| \| \| \| \| \| Маврикийский дронт \| \| \| \| |
|  |                                                                           |
|  | Родригесский дронт                                                        |
|  |                                                                           |
|  | Маврикийский дронт                                                        |
|  |                                                                           |

|  | Родригесский дронт |
|  |                    |
|  | Маврикийский дронт |
|  |                    |

|  | Гривистый голубь                                                          |
|  |                                                                           |
|  | \| \| Родригесский дронт \| \| \| \| \| \| Маврикийский дронт \| \| \| \| |
|  |                                                                           |
|  | Родригесский дронт                                                        |
|  |                                                                           |
|  | Маврикийский дронт                                                        |
|  |                                                                           |

|  | Родригесский дронт |
|  |                    |
|  | Маврикийский дронт |
|  |                    |

|  | Гривистый голубь                                                          |
|  |                                                                           |
|  | \| \| Родригесский дронт \| \| \| \| \| \| Маврикийский дронт \| \| \| \| |
|  |                                                                           |
|  | Родригесский дронт                                                        |
|  |                                                                           |
|  | Маврикийский дронт                                                        |
|  |                                                                           |

|  | Родригесский дронт |
|  |                    |
|  | Маврикийский дронт |
|  |                    |

|  | Гривистый голубь                                                          |
|  |                                                                           |
|  | \| \| Родригесский дронт \| \| \| \| \| \| Маврикийский дронт \| \| \| \| |
|  |                                                                           |
|  | Родригесский дронт                                                        |
|  |                                                                           |
|  | Маврикийский дронт                                                        |
|  |                                                                           |

|  | Родригесский дронт |
|  |                    |
|  | Маврикийский дронт |
|  |                    |

|  | Гривистый голубь                                                          |
|  |                                                                           |
|  | \| \| Родригесский дронт \| \| \| \| \| \| Маврикийский дронт \| \| \| \| |
|  |                                                                           |
|  | Родригесский дронт                                                        |
|  |                                                                           |
|  | Маврикийский дронт                                                        |
|  |                                                                           |

|  | Родригесский дронт |
|  |                    |
|  | Маврикийский дронт |
|  |                    |

|  | Гривистый голубь                                                          |
|  |                                                                           |
|  | \| \| Родригесский дронт \| \| \| \| \| \| Маврикийский дронт \| \| \| \| |
|  |                                                                           |
|  | Родригесский дронт                                                        |
|  |                                                                           |
|  | Маврикийский дронт                                                        |
|  |                                                                           |

|  | Родригесский дронт |
|  |                    |
|  | Маврикийский дронт |
|  |                    |

|  | Гривистый голубь                                                          |
|  |                                                                           |
|  | \| \| Родригесский дронт \| \| \| \| \| \| Маврикийский дронт \| \| \| \| |
|  |                                                                           |
|  | Родригесский дронт                                                        |
|  |                                                                           |
|  | Маврикийский дронт                                                        |
|  |                                                                           |

|  | Родригесский дронт |
|  |                    |
|  | Маврикийский дронт |
|  |                    |

|  | Гривистый голубь                                                          |
|  |                                                                           |
|  | \| \| Родригесский дронт \| \| \| \| \| \| Маврикийский дронт \| \| \| \| |
|  |                                                                           |
|  | Родригесский дронт                                                        |
|  |                                                                           |
|  | Маврикийский дронт                                                        |
|  |                                                                           |

|  | Родригесский дронт |
|  |                    |
|  | Маврикийский дронт |
|  |                    |

|  | Гривистый голубь                                                          |
|  |                                                                           |
|  | \| \| Родригесский дронт \| \| \| \| \| \| Маврикийский дронт \| \| \| \| |
|  |                                                                           |
|  | Родригесский дронт                                                        |
|  |                                                                           |
|  | Маврикийский дронт                                                        |
|  |                                                                           |

|  | Родригесский дронт |
|  |                    |
|  | Маврикийский дронт |
|  |                    |

|  | Гривистый голубь                                                          |
|  |                                                                           |
|  | \| \| Родригесский дронт \| \| \| \| \| \| Маврикийский дронт \| \| \| \| |
|  |                                                                           |
|  | Родригесский дронт                                                        |
|  |                                                                           |
|  | Маврикийский дронт                                                        |
|  |                                                                           |

|  | Родригесский дронт |
|  |                    |
|  | Маврикийский дронт |
|  |                    |

|  | Гривистый голубь                                                          |
|  |                                                                           |
|  | \| \| Родригесский дронт \| \| \| \| \| \| Маврикийский дронт \| \| \| \| |
|  |                                                                           |
|  | Родригесский дронт                                                        |
|  |                                                                           |
|  | Маврикийский дронт                                                        |
|  |                                                                           |

|  | Родригесский дронт |
|  |                    |
|  | Маврикийский дронт |
|  |                    |

|  | Гривистый голубь                                                          |
|  |                                                                           |
|  | \| \| Родригесский дронт \| \| \| \| \| \| Маврикийский дронт \| \| \| \| |
|  |                                                                           |
|  | Родригесский дронт                                                        |
|  |                                                                           |
|  | Маврикийский дронт                                                        |
|  |                                                                           |

|  | Родригесский дронт |
|  |                    |
|  | Маврикийский дронт |
|  |                    |

|  | Гривистый голубь                                                          |
|  |                                                                           |
|  | \| \| Родригесский дронт \| \| \| \| \| \| Маврикийский дронт \| \| \| \| |
|  |                                                                           |
|  | Родригесский дронт                                                        |
|  |                                                                           |
|  | Маврикийский дронт                                                        |
|  |                                                                           |

|  | Родригесский дронт |
|  |                    |
|  | Маврикийский дронт |
|  |                    |

|  | Гривистый голубь                                                          |
|  |                                                                           |
|  | \| \| Родригесский дронт \| \| \| \| \| \| Маврикийский дронт \| \| \| \| |
|  |                                                                           |
|  | Родригесский дронт                                                        |
|  |                                                                           |
|  | Маврикийский дронт                                                        |
|  |                                                                           |

|  | Родригесский дронт |
|  |                    |
|  | Маврикийский дронт |
|  |                    |

Аналогичная кладограмма была опубликована в 2007 году, отличающаяся перевёрнутым положением клад с веероносным венценосным и зубчатоклювым голубями, а также включением фазанового голубя и толстоклювого голубя. В 2002 году исследование показало, что предки маврикийского и родригесского дронта отделились на границе палеогена — неогена. Маскаренские острова (Маврикий, Реюньон и Родригес) являются островами вулканического происхождения и возраста менее 10 миллионов лет, поэтому предки дронтов, скорее всего, после отделения из своей родословной ещё долго умели летать. Отсутствие травоядных млекопитающих, которые могли бы конкурировать с дронтами за ресурсы на этих островах, позволило родригесскому и маврикийскому дронту достигнуть больших размеров. ДНК, взятая в Оксфорде из чучела дронтов, оказалась в плохом состоянии, и не использовалась в исследованиях ископаемых останков, поэтому данные о размерах птицы ещё нуждаются в независимой проверке.
Несколько докладов упоминают и других дронтов с Маскаренских островов. Слово «дронт» также использовалось для обозначения других видов с одиночным образом жизни, таких как реюньонский дронт. Некоторые учёные полагали, что остров Реюньон был не только домом маврикийского, но и реюньонского дронта (старые отчёты о которых сейчас являются неправильными научными толкованиями). Нестандартные описания маврикийского дронта и его костей XVII века, обнаруженных на острове Родригес (которые сейчас, как известно, принадлежат родригесскому дронту) привели Эйбрахама Ди Бартлетта к появлению имени нового вида — Didus nazarenus, младшего синонима этого вида.

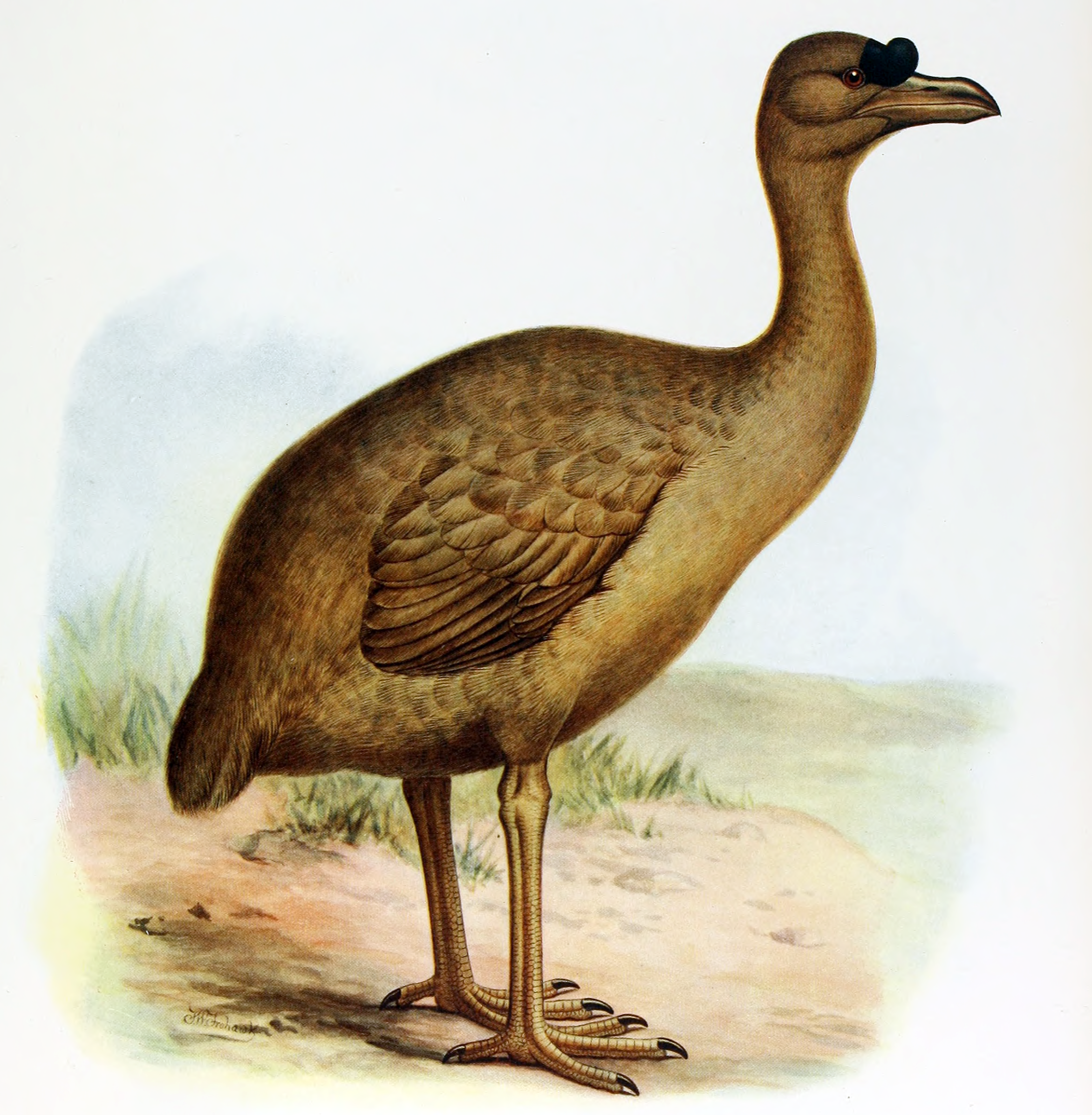
Иллюстрация Фредерика Уильяма Фрохока[англ.]
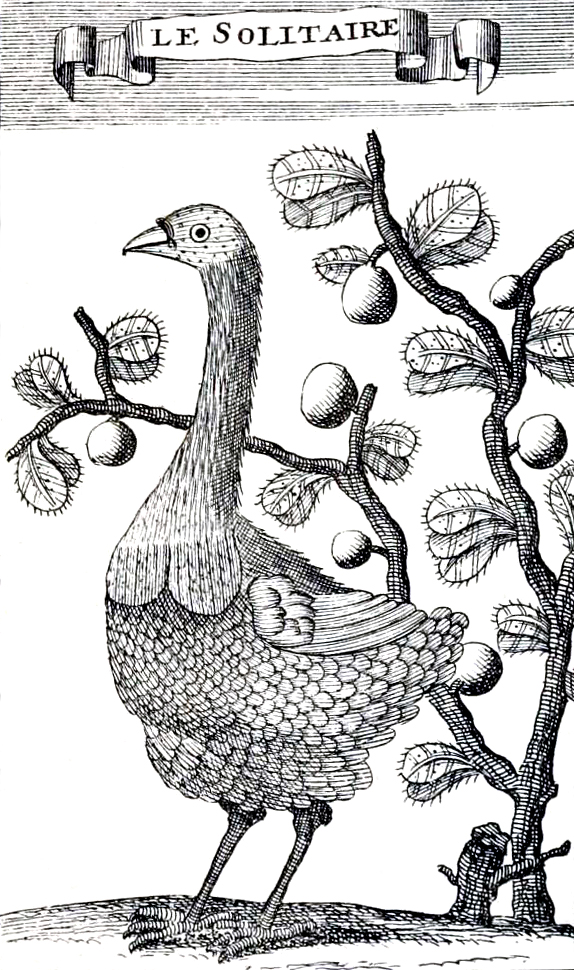
Рисунок Франсуа Лега
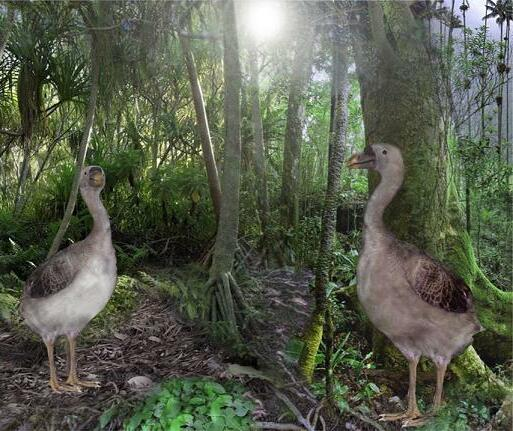
Реконструкция
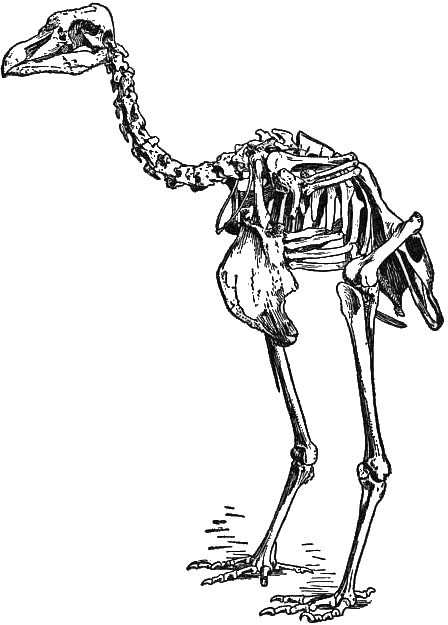
Скелет из Музея зоологии Кембриджа
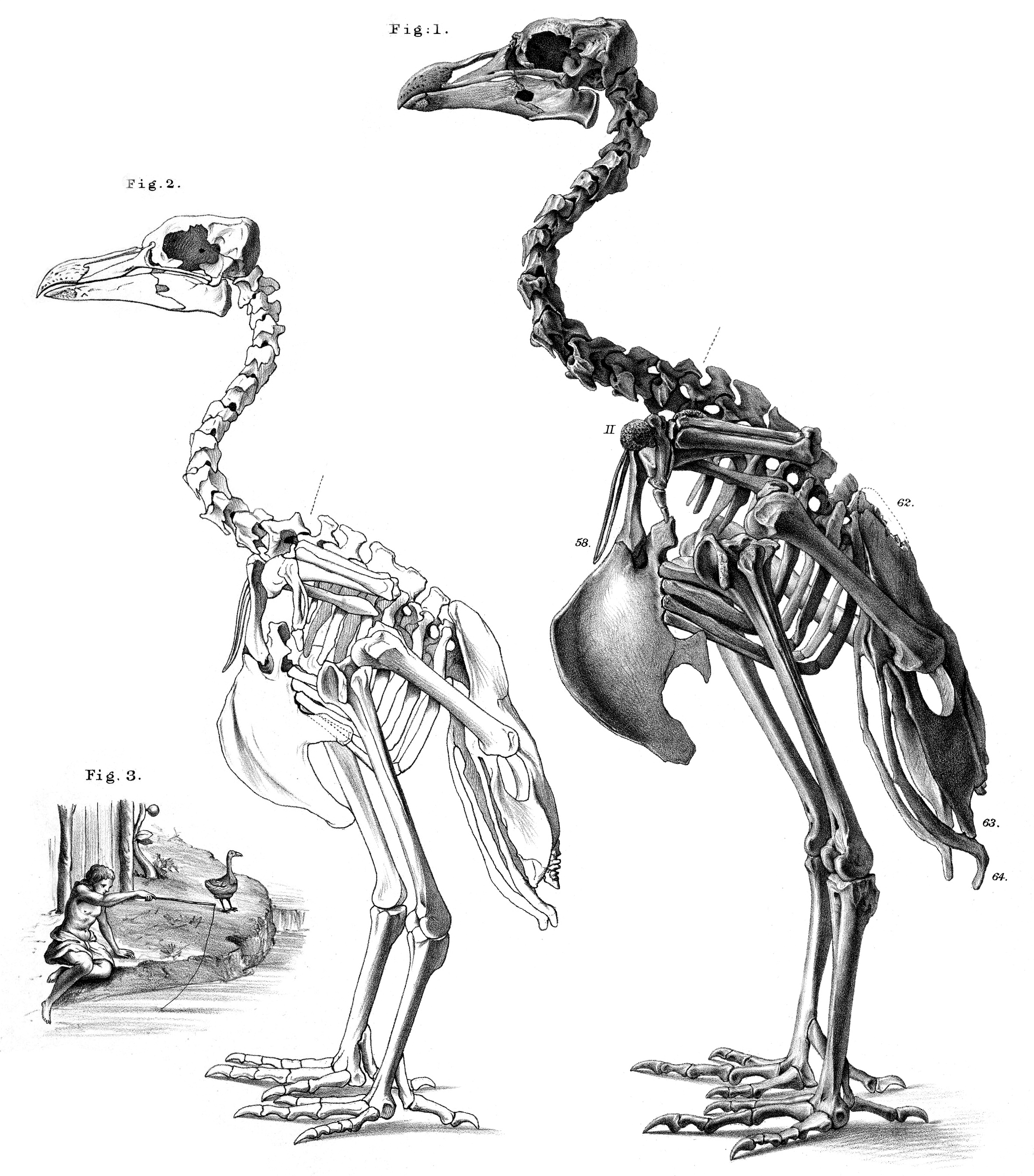
Скелеты самца и самки из костей, найденных в 1874 году